# Gonolobus asper
Gonolobus asper är en oleanderväxtart som beskrevs av Joseph Decaisne. Gonolobus asper ingår i släktet Gonolobus och familjen oleanderväxter. Inga underarter finns listade i Catalogue of Life.